# Lo esencial (álbum recopilatorio de Jeanette)
Lo Esencial Es el Dúodecimo Recopilatorio de la Cantante Hispano-Británica Jeanette Quién Dedicó Canciones Que Dedican la Pareja Con Laszlo Dónde Tuvo Una Hija y Está Casado Después de los Años '70 Desde Aquella Época
El Disco del Digipack Estrenó También En Digital de Internet En las Cuáles Se Omitieron la Reeditación Después Que Presentó 20 Éxitos Originales En las Cuáles Agregaron Sus Pasados 5 Temazos Con Sus Destacados del 2005 Y Omitieron No Hacerlo Jamás Con "Casita Blanca", "Sol de Verano", "Amiga Mía", "Gracias a Ti" y "No Me Fío Más"
Los Sencillos Éxitos Son "Toda la Noche Oliendo a Ti", "El Muchacho de los Ojos Tristes", "Ojos en el Sol" y Otras Canciones Que Formaban Parte del Inicio Fin de 1979 Con La Compañía RCA y Que Además Después de Sus Colecciones Long PLay También Reeditaron Parte del Disco Corazón de poeta al Ultimo Homónimo de Su Canción Sobre Su Conocido Internet y Disqueras En el Sitio Para Escuchar Doble CD en Rama Lama Dónde También Asomaron 2 Canciones Ingleses Nacientes Con Versiones Inglés "Sorrow (Frente a Frente)" y "A Heart So Warm and So Tender (Corazón de Poeta)" de la Interpretación "Canta en inglés" Para Bonus Tracks y Cuesta Bajo la Productora Laura Pardo del Agradecimiento BMG Su Amistad En Apoyar En Sus 2 Aseguradas Con la Cantante y el Ex-Futbolista de Ayudar a Completar En Sus Materiales Grabados en 1981 a 1984
También Hay Disponibles Que Fueron Otras Colecciones de Cristalinas del 2004, 2005, 2007 y Este Año en Reediciones Digipacks de la Música Latina y Rock Nacional Artísticos Son: Miguel Mateos (Edición de José Alfredo Jiménez y 2 Canciones Reemplazados en Pistas Que No Fue en 2005 Para Quedarse Primera Parte de Cristalina "Tirar Los Muros Abajo" y "Danza Peligrosa" Mientras La Segunda Editada 2008 Pertenecen "Es Por Tu Amor" y "Los Atacantes del Amor"), DLG (Dark Latin Groove), Soda Stereo, Maldita Vecindad, Fey, José Alfredo Jiménez, Emmanuel, Leonardo Favio, Mocedades, José Luis Perales, Miguel Bosé, Los Enanitos Verdes, Marisela (cantante), José José, Armando Manzanero, ETC...

## Canciones
| N.º | Título                                                         | Escritor(es)                             | Duración |  |
| 1.  | «Toda la Noche Oliendo a Ti» (Del Álbum Corazón de poeta)      | Manuel Alejandro, Ana Magdalena          | 3:43     |  |
| 2.  | «El Muchacho de los Ojos Tristes» (Del Álbum Corazón de poeta) | Manuel Alejandro, Ana Magdalena          | 3:30     |  |
| 3.  | «Comiénzame a Vivir» (Del Álbum Corazón de poeta)              | Manuel Alejandro, Ana Magdalena          | 3:50     |  |
| 4.  | «Corazón de Poeta» (Del Álbum Corazón de poeta)                | Manuel Alejandro, Ana Magdalena          | 4:34     |  |
| 5.  | «Frente a Frente» (Del Álbum Corazón de poeta)                 | Manuel Alejandro, Ana Magdalena          | 3:12     |  |
| 6.  | «Un Día es un Día» (Del Álbum Corazón de poeta)                | Manuel Alejandro, Ana Magdalena          | 3:50     |  |
| 7.  | «Con Qué Derecho» (Del Álbum Reluz)                            | Rafael Cury                              | 3:44     |  |
| 8.  | «Cuando Estoy Con Él» (Del Álbum Corazón de poeta)             | Manuel Alejandro, Ana Magdalena          | 4:19     |  |
| 9.  | «Acabaré Llorando» (Del Álbum Corazón de poeta)                | David Beigbeder                          | 4:20     |  |
| 10. | «Si Te Vas, Te Vas» (Del Álbum Corazón de poeta)               | Manuel Alejandro, Ana Magdalena          | 4:05     |  |
| 11. | «Viva el Pasodoble» (Del Álbum Corazón de poeta)               | Manuel Alejandro, Ana Magdalena          | 4:03     |  |
| 12. | «Ojos en el Sol» (Del Álbum Ojos en el sol)                    | M. Pérez / J.A. García Morato / R. Girón | 3:49     |  |
| 13. | «Reluz» (Del Álbum Reluz)                                      | Marcos Sabino                            | 3:52     |  |
| 14. | «Ciao Amore Mío» (Del Álbum Ojos en el sol)                    | M. Pérez / J.A. García Morato / R. Girón | 3:23     |  |
| 15. | «¿Qué Puedo Hacer» (Del Álbum Ojos en el sol)                  | Hernaldo Zuñiga                          | 3:38     |  |

- Datos: Q30918905